# William Awihilima Kahaialiʻi

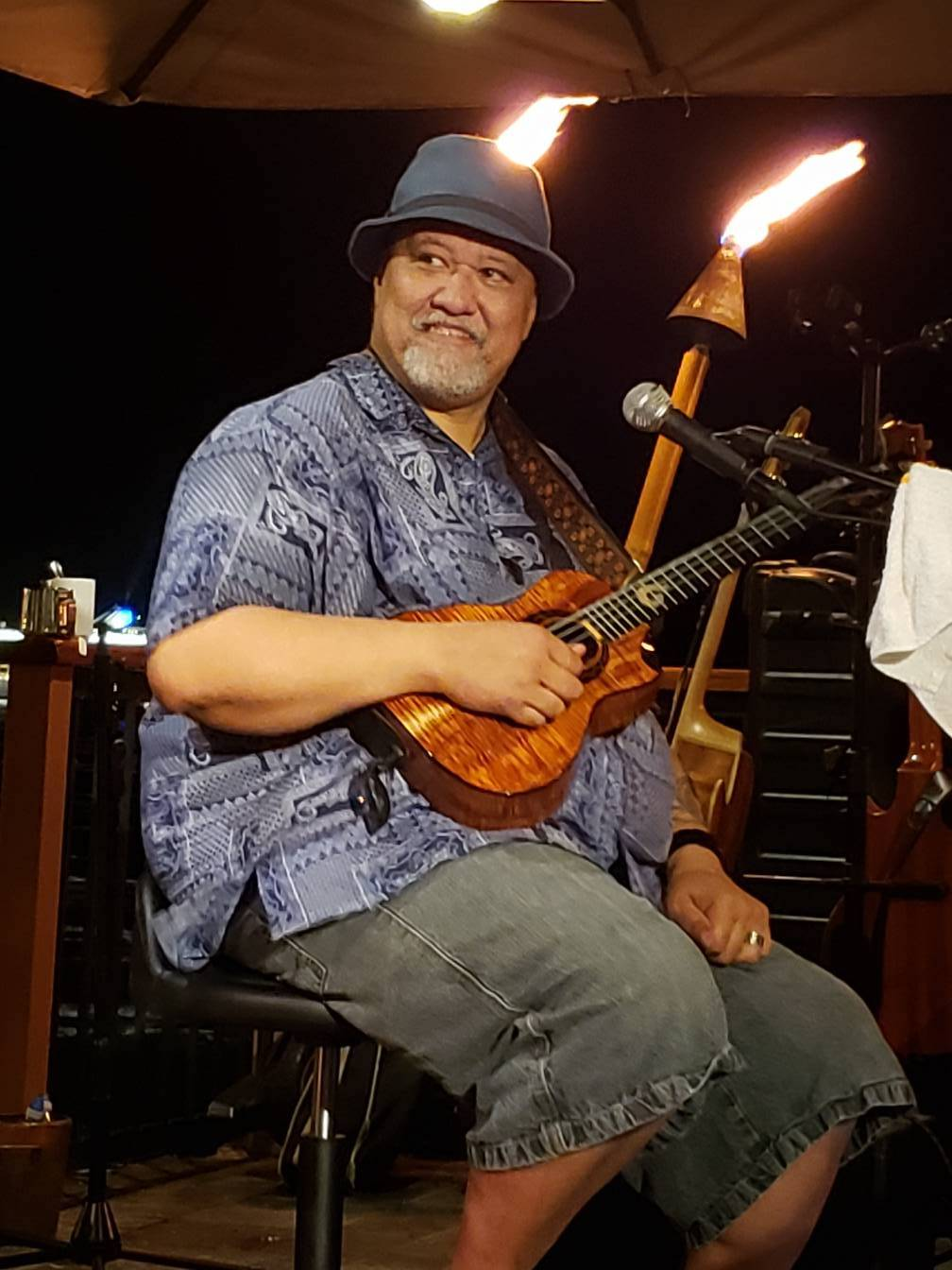
William Awihilima Kahaialiʻi

William Awihilima Kahaialiʻi, Künstlername Willie K oder Onkel Willie (* 17. Oktober 1960 in Lāhainā, Maui; † 19. Mai 2020  in Kahului, Maui Island, Hawaii) war ein US-amerikanischer Musiker aus Maui, der zweitgrößten Insel Hawaiis, mit polynesischen Vorfahren, deren Erbe er sich auch musikalisch verpflichtet fühlte.
Sein Vater war der Jazzmusiker Manu Kahaialiʻi. Mit Zupfinstrumenten spielte er seit seinem 10. Lebensjahr Blues, Swing, Reggae, Salsa und Rockmusik. Er trat gemeinsam mit Falsettsängerin Amy Hānaialiʻi Gilliom und ihrem Bruder Eric auf. Mit Eric Gilliom nannte er sich Barefoot Natives.
In Deutschland tourte Willie K. 2009 gemeinsam mit der Gruppe Simply Red und wurde durch das Lied Somewhere over the Rainbow / What a Wonderful World bekannt. Inspiriert von Israel Kamakawiwoʻole sang er das Lied zur Ukulele.
Bekannte Titel sind: Fireman’s Hula, Holoholo Kaʻa, Kau Ele Makule / C-A-T, Ke ala O Ka Rose, Kuʻu Hoa, Kuʻu Home O Keaukaha, Luau Hula, Meleana E, My Sweet Sweetie, Noe Noe UA Kea O Hana, Pa Mai Ana Ka Makani, Pipi Kiwi Nui, Waikiki Hula, Appleberry Hill, Good Morning, Here’s My Heart, Hoʻokipa Surf Song, I Will Dance For You, Katchi Katchi Music Makawao.
Der Gitarrenbauer Peter Liebermann hat eine Bauart nach Willie K benannt.

## Quelle
- The Honolulu Weekly